# Festival de Cannes 1991
La quarante-quatrième édition du Festival de Cannes a lieu du 9 au 20 mai 1991.

## Jurys

### Compétition
- Roman Polanski (Président du jury), réalisateur -  France /  Pologne
- Vangelis, musicien -  Grèce
- Alan Parker, réalisateur -  Royaume-Uni
- Férid Boughedir, réalisateur -  Tunisie
- Hans Dieter Seidel, critique -  Allemagne
- Jean-Paul Rappeneau, réalisateur -  France
- Margaret Menegoz, productrice -  France
- Natalia Negoda, comédienne -  Union soviétique
- Vittorio Storaro, directeur photo -  Italie
- Whoopi Goldberg, comédienne -  États-Unis

### Caméra d'or
- Geraldine Chaplin, présidente (comédienne) -  France
- Didier Beaudet -  France
- Eva Sirbu (journaliste) -  Roumanie
- Fernando Lara (cinéphile) -  Espagne
- Gilles Colpart (critique) -  France
- Jan Aghed (journaliste) -  Suède
- Myriam Zemmour (cinéphile) -  France
- Roger Kahane (réalisateur) -  France

## Sélections

### Sélection officielle

#### Compétition
La sélection officielle en compétition se compose de 19 films :
| Titre                                                                     | Réalisation          | Pays                   | Distribution                                                                                 |
| ------------------------------------------------------------------------- | -------------------- | ---------------------- | -------------------------------------------------------------------------------------------- |
| Anna Karamazoff (en compétition pour la Caméra d'or)                      | Rustam Khamdamov     | Union soviétique       | Jeanne Moreau, Aleksandr Feklistov                                                           |
| L'Assassin du tsar (Tsareubiytsa)                                         | Karen Chakhnazarov   | Union soviétique       | Malcolm McDowell, Oleg Yankovski, Armen Djigarkhanian                                        |
| Barton Fink                                                               | Joel et Ethan Coen   | États-Unis             | John Turturro, John Goodman, Michael Lerner, Judy Davis, Steve Buscemi                       |
| La Vie sur un fil (Biān zǒu biān chàng)                                   | Chen Kaige           | Chine                  | Zhongyuan Liu, Lei Huang                                                                     |
| Bix                                                                       | Pupi Avati           | Italie                 | Bryant Weeks, Emile Levisetti                                                                |
| Europa                                                                    | Lars von Trier       | Danemark               | Jean-Marc Barr, Barbara Sukowa, Udo Kier                                                     |
| Homicide (film d'ouverture)                                               | David Mamet          | États-Unis             | Joe Mantegna, William H. Macy, Natalija Nogulich                                             |
| Hors la vie                                                               | Maroun Bagdadi       | Belgique               | Hippolyte Girardot, Rafik Ali Ahmad                                                          |
| Jungle Fever                                                              | Spike Lee            | États-Unis             | Wesley Snipes, Annabella Sciorra, John Turturro, Spike Lee, Samuel L. Jackson, Anthony Quinn |
| La Belle Noiseuse                                                         | Jacques Rivette      | France                 | Michel Piccoli, Emmanuelle Béart, Jane Birkin                                                |
| La Chair (La carne)                                                       | Marco Ferreri        | Italie                 | Sergio Castellitto, Francesca Dellera                                                        |
| La Double Vie de Véronique                                                | Krzysztof Kieślowski | France[réf. souhaitée] | Irène Jacob, Philippe Volter, Guillaume de Tonquédec                                         |
| La Liste noire (Guilty by Suspicion) (en compétition pour la Caméra d'or) | Irwin Winkler        | États-Unis             | Robert De Niro, Annette Bening, George Wendt, Patricia Wettig, Sam Wanamaker                 |
| Le Pas suspendu de la cigogne (To Météoro vima tou pelargou)              | Theo Angelopoulos    | Grèce                  | Grigóris Patrikaréas, Marcello Mastroianni, Jeanne Moreau                                    |
| Le Porteur de serviette (Il portaborse)                                   | Daniele Luchetti     | Italie                 | Silvio Orlando, Nanni Moretti                                                                |
| Lune froide (en compétition pour la Caméra d'or)                          | Patrick Bouchitey    | France                 | Jean-François Stévenin, Patrick Bouchitey                                                    |
| Malina                                                                    | Werner Schroeter     | Allemagne              | Isabelle Huppert, Mathieu Carrière                                                           |
| Rage in Harlem                                                            | Bill Duke            | États-Unis             | Forest Whitaker, Gregory Hines, Robin Givens, Danny Glover, Zakes Mokae                      |
| Van Gogh                                                                  | Maurice Pialat       | France                 | Jacques Dutronc, Alexandra London, Bernard Le Coq                                            |

#### Un certain regard
La section Un certain regard comprend 20 films :
- Un prisonnier de la terre (A Captive in the Land) de John Berry
- Boyz N the Hood de John Singleton
- Dans les rues de l'amour (Dar koutche hay-e eshgh) de Khosro Sinaï
- Chemin de mort et anges (Halálutak és angyalok) de Zoltan Kamondi
- Aux cœurs des ténèbres : L'Apocalypse d'un metteur en scène (Hearts of Darkness: A Filmmaker's Apocalypse) de Fax Bahr et George Hickenlooper
- Holidays on the River Yarra de Leo Berkeley
- Ihsanou d'Aribam Syam Sharma
- L'Entraînement du champion avant la course de Bernard Favre
- L'Île au trésor de Raoul Ruiz
- La Flûte de roseau (Mest) d'Yermek Shinarbayev
- La Femme du port (La mujer del puerto) d'Arturo Ripstein
- Laada de Drissa Touré
- Au revoir, étrangère (Lebewohl, Fremde) de Tevfik Başer
- La Traversée du Pôle Nord par le camarade Tchkalov (Perehod Tovarisha Tchkalova Tcherez Severinii Polus) de Maxime Pejemski (court métrage)
- L'Enterrement d'une patate (Pogrzeb kartofla) de Jan Jakub Kolski
- Sango Malo de Bassek Ba Kobhio
- Au feu ! (Ta Dona) d'Adama Drabo
- L'Évasion du cinéma Liberté (Ucieczka z kina „Wolność”) de Wojciech Marczewski
- Amis, camarades (Ystävät, toverit) de Rauni Mollberg
- Yumeji de Seijun Suzuki

#### Hors compétition
5 films sont présentés hors compétition :
- Jacquot de Nantes d'Agnès Varda
- Chienne de vie (Life Stinks) de Mel Brooks
- Prospero's Books de Peter Greenaway
- Rhapsodie en août (Hachi-gatsu no kyōshikyoku) d'Akira Kurosawa
- Thelma et Louise (Thelma and Louise) de Ridley Scott

#### Séances spéciales
2 films sont présentés en séance spéciale :
- In Bed with Madonna (Madonna: Truth or Dare) d'Alek Keshishian
- Le Film du cinéma suisse de Freddy Buache, Jacqueline Veuve, Michel Soutter et Markus Imhoof

### Quinzaine des réalisateurs
- Annabelle partagée de Francesca Comencini
- Caldo soffocante de Giovanna Gagliardo
- Chichkhan de Fadhel Jaïbi et M. Ben Mahmoud
- Danzon de  María Novaro
- Es Megis de Zsolt Kezdi-Kovacs
- Lost in Siberia de Alexandre Mitta
- O Drapetis de Lefteris Xanthopoulos
- Ovo Malo Duse de Ademir Kenović
- Paris Trout de Stephen Gyllenhaal
- Proof de Jocelyn Moorhouse
- Rebro Adama de Viatcheslav Krichtofovitch
- Riff-Raff de Ken Loach
- The Adjuster de Atom Egoyan
- Le Caire de Youssef Chahine (court-métrage)
- The Cabinet of Dr. Ramirez de Peter Sellars
- The Indian Runner de Sean Penn
- Toto le héros de Jaco Van Dormael
- Une histoire inventée de André Forcier

### Perspectives du cinéma français

#### Longs métrages
- Canti de Manuel Pradal
- Cheb de Rachid Bouchareb
- Faux Frère de  Vincent Martorana
- Jalousie de Kathleen Fonmarty
- Le Coup suprême de Jean-Pierre Sentier
- Le Cri du cochon de Alain Guesnier
- Les Enfants des néons de Brahim Tsaki

Cinéma et liberté
- Le Rendez-vous des quais de Paul Carpita
- On l'appelait le Roi laid de Claude Weisz. Documentaire sur Yılmaz Güney
- Out 1 : Noli me tangere de Jacques Rivette

#### Courts métrages
- Ancien Combattant de Béatrice Jalbert
- Anton Webern de Thierry Knauff
- Cauchemar blanc de Mathieu Kassovitz
- La Saga des glaises de Olivier Thery Lapiney et David Ferré
- Le Grand Frère d'Éric Pinatel
- Luc apprend lentement de Jean-Louis Gonnet
- Max le voyou de Henri-Paul Korchia
- Tabataba de François Koltès
- Terre rouge de Jérôme Colin et Ève Heinrich (carte blanche La Fémis)

Carte blanche de Gérard Mordillat
- 25 décembre 58, 10h36 de Diane Bertrand
- Amerlock de Jacques-Rémy Girerd
- Corridor de Alain Robak
- Inch'allah de Jean-Pierre Lenoir et Chantal Briet
- Interim de Jean-Pierre Améris
- TV Buster de John Hudson et Anita Assal

### Semaine de la critique

#### Longs métrages
- Diaby, Diably de Dorota Kedzierzawska (Pologne)
- Laafi, tout va bien de S. Pierre Yameogo (Burkina-Faso)
- Liquid Dreams de Mark Manos (Etats-Unis)
- Robert's Movie de Canan Gerede (Turquie)
- Sam & Me de Deepa Mehta (Canada)
- Trumpet Number 7 d'Adrian Velicescu (Etats-Unis)
- Young Soul Rebels d'Isaac Julien (Royaume-Uni)

#### Courts métrages
- A Nice Arrangement de Gurinder Chadha (Royaume-Uni)
- Carne de Gaspar Noé (France)
- Die mysreriosen Lebenslinien de David Rühm (Autriche)
- Livraison à domicile de Claude Philippot (France)
- Once Upon a Time de Kristian Petri (Suède)
- Petit drame dans la vie d’une femme d'Andrée Pelletier (Canada)
- Une Symphonie du Havre de Barbara Doran (Canada)
- La Vie des morts d'Arnaud Desplechin (France)

## Palmarès

### Compétition
- Palme d'or (à l'unanimité) : Barton Fink de Joel et Ethan Coen
- Grand prix du jury : La Belle Noiseuse de Jacques Rivette
- Prix de la mise en scène : Joel et Ethan Coen pour Barton Fink
- Prix d'interprétation masculine : John Turturro pour Barton Fink de Joel et Ethan Coen
- Prix d'interprétation féminine : Irène Jacob pour La Double Vie de Véronique de Krzysztof Kieślowski
- Prix du second rôle masculin : Samuel L. Jackson pour Jungle Fever de Spike Lee
- Prix du jury (ex æquo) : Europa de Lars von Trier et Hors la vie de Maroun Bagdadi
- Prix de la commission technique supérieure : Europa de Lars von Trier
- Caméra d'or : Toto le héros  de Jaco Van Dormael

### Courts métrages
- Palme d'or du court-métrage : Z podniesionymi rękami de Mitko Panov
- Mention spéciale court-métrage : Proof de Jocelyn Moorhouse  et Sam and Me de Deepa Mehta

### Prix FIPRESCI
Le prix FIPRESCI du Festival de Cannes est remis à 2 films.
| Attribué à                                           | Réalisateur          | Pays           | Section                    |
| ---------------------------------------------------- | -------------------- | -------------- | -------------------------- |
| La Double Vie de Véronique (Podwójne życie Weroniki) | Krzysztof Kieślowski | Pologne France | Compétition                |
| Riff-Raff                                            | Ken Loach            | Royaume-Uni    | Quinzaine des Réalisateurs |